# アフター・ユーヴ・ゴーン
歌詞

[Chorus]

After you've gone and left me crying

After you've gone there's no denying,

You'll feel blue, you'll feel sad,

You'll miss the bestest pal you've ever had

There'll come a time, now don't forget it,

There'll come a time, when you'll regret it

Oh! Babe, think what you're doing

You know my love for you will drive me to ruin,

After you've gone

After you've gone away, away.

[Verse]

Don't you remember how you used to say

You'd always love me in the same old way

And now it's very strange

That you should ever change

Perhaps some other sweetie's won your heart

Tempted you away

But let me warn you tho' we're miles apart

You'll regret some day

「アフター・ユーヴ・ゴーン」（After You've Gone）は、1918年のポップス曲。ターナー・レイトン作曲、ヘンリー・クリーマー作詞。日本語では「君去りし後」ないし「君去りしのち」の曲名で言及されることもある。

## 概説
1918年にマリオン・ハリスがヴィクターより「18509」番として発売。BBCのシットコム『After You've Gone』の主題歌となり、ジェイミー・カラムが歌った。　
多くのバージョンがあり、ジャズ、ポップス、ロックにアレンジしたものもあり、歌手によって歌詞が省略されてたり、解釈によって一部改変されたものもある。

## 基本のコード
コード進行は
| FM | Fm6 | CM | A7 | D7 | G7 | CM | C7 | 
| FM | Fm6 | CM | A7 | DmA7 | DmFm6 | CME7 | AmD7 | CM | G7 | CM | |。

## 特筆すべき録音
- マリオン・ハリス（英語版） (1918年)[3]
- ヘンリー・バー（英語版） &アルバート・キャンベル（英語版）(1918年)
- ビリー・マレイ & グラディス・ライス（英語版） (1919年)
- ソフィー・タッカー (1927年)
- ベッシー・スミス (1927年)
- ルース・エティング (1927年)
- ベッシー・スミス (1928年)
- ルイ・アームストロング (1929年)
- ファッツ・ウォーラー & ベニー・ペイン (1930年)
- ポール・ホワイトマン（英語版） (1930年)
- エディ・ラング-ジョー・ベヌーティ & ゼア・オールスター・オーケストラ with ジャック・ティーガーデン (ボーカル)、ベニー・グッドマン、ジャック・ティーガーデン他 (1931年)
- ジャンゴ・ラインハルト/ステファン・グラッペリ (1934年、1949年)
- ベニー・グッドマン (1935年)
- コールマン・ホーキンス (1935年)
- ロイ・エルドリッジ (1936年)
- ジュディ・ガーランド (1936年、1942年) ※1961年には『Judy at Carnegie Hall』に収録
- ライオネル・ハンプトン (1937年)
- フランス・ホット・クラブ五重奏団 (1937年)
- シドニー・ベシェ (1943年)
- アル・ジョルソン (1946年)
- アート・テイタム (1953年)
- フランキー・レイン (1953年) ※1954年には『Mr. Rhythm』にて再びカバーしている
- カル・ジェイダー（英語版） (1954年)
- ダイナ・ワシントン (1958年)
- ジョニー・ハートマン (1959年)
- エラ・フィッツジェラルド - Rhythm Is My Business (1962年)
- レスリー・アガムズ ※「They Go Wild, Simply Wild Over Me」とのメドレーとして (1962年 or 1963年)
- リタ・ライス (1963年)
- アリス・バブス(1963年)
- ボビー・ダーリン (1967年)
- ニーナ・シモン (1974年)
- リランド・パーマー、アン・ラインキング & エリザベート・フォルディ ※映画『オール・ザット・ジャズ』(1979年)にて歌唱
- フランク・シナトラ - L.A. Is My Lady (1984年)
- ジェレミー・テイラー - サイモン・ラトル、ロンドン・シンフォニエッタ (1987年) ※『The Jazz Album』に収録
- チャーリー・アントリーニ & ディック・モリッシー (1989年)
- チェット・アトキンス & スージー・ボガス (1994年)
- フィル・コリンズ (1996年) ※モントルー・ジャズ・フェスティバルにて歌唱
- ラウドン・ウェインライト三世 ※映画『アビエイター』のサウンドトラックとして採用
- ビレリ・ラグレーン (2006年)
- ルーファス・ウェインライト & ローナ・ラフト（英語版） (2007年) ※『Rufus Does Judy at Carnegie Hall』に収録
- ジェイミー・カラム (2007年)
- Babik (2008年)
- ヤン・ヤンケイェ (2009年)
- ヒュー・ローリー/ドクター・ジョン (2011年)
- フィオナ・アップル
- 秋元順子 (2010年) ※『アンコール（ENCORE）』に収録
- ジェシー・カロライナ (2013年) ※ゲーム『BioShock Infinite』主題歌として採用

## 参照
1. ↑  “名曲：アゥ～アン”.   極楽ジャズ. 2014年8月12日閲覧。
2. ↑  “作品詳細：君去りしのち - After You've Gone”.   Naxos Japan. 2014年8月12日閲覧。
3. ↑  https://www.youtube.com/watch?v=kA6ulKFXiTA